# المشخصاتي 2 (فلم)
المشخصاتي 2 فيلم مصري من إنتاج عام 2016.

## قصة الفيلم
تدور أحداث الفيلم في إطار كوميدي عقب اندلاع ثورة الخامس والعشرين من يناير، حيث تطلب جهات أمنية من المشخصاتي هذه المرة أن ينتحل شخصية الرئيس المعزول (محمد مرسي) وعدد من قيادات الإخوان، الفيلم من بطولة تامر عبد المنعم ويوسف شعبان

## جدل

### رفض السيناريو
طالبت اللجنة الفنية في جهاز الرقابة على المصنفات، مؤلف الفيلم وبطله تامر عبد المنعم بإجراء في بعض التعديلات في الفيلم:
1. تغيير أسماء الشخصيات الرئيسية لمحاكاتها لشخصيات حقيقية في الواقع مثل شخصية الرئيس محمد مرسي ونائب مرشد الإخوان خيرت الشاطر.
2. كتابة جملة «هذا العمل من خيال المؤلف» كتنويه.
3. قال تامر عبد المنعم أن الرقابة تعترض على أن الفيلم يلمح إلى أن ثورة يناير كانت «مؤامرة».
4. طلبت الرقابة أن تدور أحداث الفيلم في دولة وهمية ليس لها وجود.
5. قالت الرقابة أن «الفيلم يدين جماعة الإخوان المسلمين في قضية اقتحام السجون خلال ثورة 25 يناير رغم أن هذه القضية يتم النظر حاليا فيها أمام القضاء، ولم يصدر بشأنه حكم قضائي بات أو نهائي».

وقد أعلن عبد المنعم رفضه إجراء التغييرات المطلوبة كما أنه لم يذهب إلى الرقابة لمناقشة الأمر، واكتفى بإرسال مخرج العمل محمد أبو سيف الذي كتب سيناريو وحوار الفيلم، وأبلغه أنه لا يريد إجراء أي تعديلات على سيناريو الفيلم، ولذلك قررت الرقابة رفض العمل نهائيا في أكتوبر 2015.

### الموافقة على الفيلم
أكد الفنان تامر عبد المنعم في نوفمبر 2015 أنه تواصل مع رئيس الرقابة على المصنفات لحل مشكلة سيناريو الفيلم الذي رفضته الرقابة من قبل، مشيرًا إلى أنه وافق على إجراء تعديلات طفيفة بالسيناريو بما لا يخل بمضمونه وعليه فقد وافقت الرقابة على بدأ تصوير الفيلم.

## وصلات خارجية
- مقالات تستعمل روابط فنية بلا صلة مع ويكي بيانات